# Базандаиха
Базандаиха — деревня в Сарагашском сельсовете Боградского района Хакасии.

## География
Находится в 83 км от райцентра — села Боград, в 5 км от трассы Абакан—Красноярск, на берегу Базандаевского озера.
Расстояние до ближайшей ж.-д. станции Шира — 83 км, до пристани в с. Новосёлово — 32 км.

## История
Название произошло от фамилии богатого скотовода Базандаева, заимка которого находилась до Октябрьской революции 1917 на месте деревни. После 1917 деревня была фермой № 3 совхоза «Овцевод» Новосёловского района Красноярского края. В 50-е гг. XX века, в период освоения целины, Базандиха была отделением совхоза «Сарагашский».

## Население
| 2002 | 2010 |
| ---- | ---- |
| 143  | ↘89  |

Число хозяйств — 53, население — 123 чел. (01.01.2004).
Национальный состав: русские (78,9 %), немцы (6,5 %), хакасы (4,0 %) и др.

## Социальная инфраструктура
Имеются школа, клуб, фельдшерско-акушерский пункт.